# Borough libre de Llanrwst
Le Borough libre de Llanrwst est une micronation située à Llanrwst, commune du pays de Galles, se basant sur un privilège accordé par le prince de Galles Llywelyn le Dernier à la commune.

## Histoire

### Établissement
En 1276, Llywelyn ap Gruffydd, le dernier roi gallois indépendant, s'empare de la ville et la déclare Free Borough (Bourg libre), indépendante du diocèse de St Asaph. Malgré l'appel à l'aide au pape de l'évêque, ce dernier ne récupère pas le lieu, Llywelyn implore les membres de la noblesse qui ont un lien familial avec lui.
Après la mort de Llywelyn en 1282, chaque autre nouvelle tentative par l'évêque de Llanelwy échoue : les moines cisterciens de l'abbaye d'Aberconwy (où Llywelyn le Grand, grand-père de Llywelyn, est mort en 1240) demandant le maintien de l'indépendance de Llanrwst pendant 29 ans et retirent toute bannière de l'évêché ou du roi anglais Édouard. Un siècle plus tard, le monastère déménage à l'abbaye de Maenan (en).
La ville possède son drapeau, son blason et sa devise « Cymru, Lloegr a Llanrwst » (« le pays de Galles, l'Angleterre et Llanrwst »). Le drapeau de Llanrwst, datant du XIIe siècle, est au cœur de la croyance que la ville fut indépendante du Royaume-Uni.

### Tentative de réhabilitation
En 1947, le conseil municipal de Llanrwst aurait demandé l'obtention d'un siège au Conseil de sécurité à l'Organisation des Nations unies, en affirmant être un État indépendant du pays de Galles. Il n'y a pas de preuves de cela dans les procès-verbaux du Conseil de sécurité des Nations unies, disponibles en ligne, mais au début du XXIe siècle, le président et le secrétaire de la Société historique de Llanrwst affirment avoir obtenu des preuves de la part de New York. Cet échec marque, au moins provisoirement, la fin des revendications d'indépendance. Le site internet est fermé et sur le site officiel du village, il n'est plus fait mention du Free Borough que comme un événement faisant partie du passé.